# Onécimo Alberton
Onécimo Alberton  (Orleans, 16 de fevereiro de 1965) é um prelado católico brasileiro. É bispo auxiliar da Arquidiocese de Florianópolis e atual secretário do Regional Sul 4 da Conferência Nacional dos Bispos do Brasil.

## Biografia
Dom Onécimo Alberton iniciou a formação para o sacerdócio muito cedo. Aos 11 anos, já cursava o ensino fundamental no Seminário São José da Congregação dos Josefinos de Murialdo em Orleans. Foi ordenado presbítero, na Diocese de Tubarão, em 27 de setembro de 1992. Exerceu o ministério como pároco de Cocal do Sul de 1993 a 2001: formador e reitor do Seminário Teológico Bom Pastor em Florianópolis, no período de 2002 a 2011.
Possui mestrado pelo Pontifício Instituto de Espiritualidade de Roma e pós-graduação em Psicopedagogia pela Faculdade de Filosofia Nossa Senhora da Imaculada Conceição de Viamão (RS). Também foi aluno do Pontifício Colégio Pio Brasileiro, em Roma.
Até a nomeação para bispo era pároco da paróquia São Paulo Apóstolo na cidade de Criciúma, presidente da Cáritas diocesana e coordenador da Pastoral Presbiteral da diocese de Criciúma.
Em 17 de dezembro de 2014 foi nomeado pelo Papa Francisco bispo da diocese de Rio do Sul. Sua ordenação episcopal foi no dia 22 de fevereiro de 2015 no Sisu's Hall, na diocese de Criciúma, e teve como bispo ordenante Dom João Francisco Salm, e como bispos coordenantes Dom Jacinto Inácio Flach e Dom Paulo Antônio de Conto.
Sua posse como bispo diocesano na diocese de Rio do Sul foi no dia 15 de março de 2015, na Catedral São João Batista, em Rio do Sul.
Em 1 de novembro de 2023, o Papa Francisco o nomeou para ser bispo auxiliar da Arquidiocese de Florianópolis, atribuindo-lhe a sé titular de Dagno.